# Spinolochus laevifrons
Spinolochus laevifrons là một loài tò vò trong họ Ichneumonidae.